# 愛里 (1984年生のモデル)
愛里（あいり、1984年6月5日 - ）は、日本の読者モデル、女優、元タレント。2000年「ビクター・甲子園ポスター」キャンペーンのキャンペーンモデル。堀越高等学校卒業。
2008年ジェフユナイテッド市原・千葉所属の池田昇平選手と結婚。
愛知県出身で、ミニオン所属。
本名:池田 愛里（いけだ あいり）、旧姓:向山。

## 主な活動

### CM等
- 「ビクター・甲子園ポスター」キャンペーン（2000年）
- JR西日本 シュプール号（2000年）
- JR西日本 ひかりレールスター（2000年）・・CM内でのきめ台詞は「16歳。照れてまーす！」
- NTTコムウェア（2000年）
- 雪印乳業 Dole（2000年）
- 資生堂ファイントイレタリー ティセラ（2000年）
- NHK BSデジタル（2001年）

### TV
- それが答えだ!（1997年、フジテレビ）
- 土曜ドラマ「ハルモニア この愛の涯て」（1998年、日本テレビ）
- BOYS BE…Jr.（1998年、日本テレビ）
- 熱血恋愛道（1999年、日本テレビ）
- 新・俺たちの旅 Ver.1999（1999年、日本テレビ）
- こちら本池上署（2002年、TBSテレビ）

### CD
- 雨音はショパンの調べ（2000年10月18日、テイチクエンタテインメント）

### 写真集
- 夏の恋（1996年7月、学研）
- 素顔（2001年6月、角川書店）

### 雑誌
- ピチレモン（学研）専属モデル